# کاستل ریتالدی
کاستل ریتالدی (به ایتالیایی: Castel Ritaldi) یک کومونه در ایتالیا است که در استان پروجا واقع شده‌است.

## خصوصیات
کاستل ریتالدی ۲۲٫۵۳ کیلومترمربع مساحت و ۳٬۳۵۴ نفر جمعیت دارد و ۲۹۷ متر بالاتر از سطح دریا واقع شده‌است.